# Grand Prix-wegrace van Spanje 1967
De Grand Prix-wegrace van Spanje 1967 was de eerste Grand Prix van wereldkampioenschap wegrace voor motorfietsen in het seizoen 1967. De races werden verreden op 30 april 1967 op het Circuito de Montjuïc, een stratencircuit bij de berg Montjuïc ten zuidwesten van Barcelona. Alleen de 50cc-klasse, de 125cc-klasse, de 250cc-klasse en de zijspanklasse kwamen aan de start.

## 250cc-klasse
De Spaanse 250cc-Grand Prix werd gewonnen door Phil Read met de Yamaha RD 05 A, maar pas nadat Mike Hailwood (Honda RC 166) was uitgevallen met een lekke band en Bill Ivy (Yamaha) met motorpech. Ralph Bryans, die na het stoppen van Honda in de 50- en 125cc-klasse nu ook met de 250cc RC 166 uitkwam, werd tweede en de Spanjaard José Mendrano met een Bultaco derde. De nieuwe Benelli viercilinders kwamen niet aan de start en de eveneens nieuwe Ducati viercilinder (ingeschreven onder de naam van de Spaanse dochteronderneming Mototrans) van Bruno Spaggiari viel met pech uit. Dave Simmonds liep een ronde achterstand op omdat zijn Kawasaki niet wilde starten.
| Pos | Coureur          | Merk     | Tijd       | Punten |
| --- | ---------------- | -------- | ---------- | ------ |
| 1   | Phil Read        | Yamaha   | 1:03"35'36 | 8      |
| 2   | Ralph Bryans     | Honda    | +21'69     | 6      |
| 3   | José Medrano     | Bultaco  | +1 ronde   | 4      |
| 4   | Ginger Molloy    | Bultaco  | +1 ronde   | 3      |
| 5   | Tommy Robb       | Bultaco  | +1 ronde   | 2      |
| 6   | Carlos Giró      | Ossa     | +1 ronde   | 1      |
| 7   | Dave Simmonds    | Kawasaki | +1 ronde   |        |
| 8   | Daniel Lhéraud   | Yamaha   | +2 ronden  |        |
| 9   | Mauricio Aschl   | Derbi    | +2 ronden  |        |
| 10  | Giuseppe Visenzi | Bultaco  | +3 ronden  |        |
| 11  | R. Olsen         | Bultaco  | +3 ronden  |        |

| Coureur             | Merk      | Oorzaak    |
| ------------------- | --------- | ---------- |
| Barry Smith         | Suzuki    |            |
| Heinz Rosner        | MZ        | Motor      |
| Horst Seidl         | Honda     |            |
| Francisco Zurita    | Bultaco   |            |
| José Maria Busquets | Montesa   |            |
| Luis Yglesias       | Ossa      |            |
| Ramiro Blanco       | Bultaco   |            |
| Ricardo Fargas      | Mototrans |            |
| Salvador Cañellas   | Derbi     |            |
| Santiago Herrero    | Ossa      |            |
| Teuvo Länsivuori    | Husqvarna |            |
| Jacques Roca        | Bultaco   |            |
| Bill Ivy            | Yamaha    | Motor      |
| Derek Lee           | Bultaco   |            |
| Derek Woodman       | MZ        | Ontsteking |
| Jim Curry           | Honda     |            |
| John Williams       | Greeves   |            |
| Mike Hailwood       | Honda     | Lekke band |
| Chris Goosen        | Suzuki    |            |
| Bruno Spaggiari     | Mototrans | Koppeling  |
| Francesco Villa     | Montesa   |            |
| Walter Villa        | Montesa   |            |
| Jan Huberts         | Kawasaki  |            |
| Graham Dickson      | Ducati    |            |
| Ian Burne           | Bultaco   |            |

| Coureur           | Merk         | Oorzaak |
| ----------------- | ------------ | ------- |
| Jack Findlay      | Bultaco      |         |
| Malcolm Stanton   | Aermacchi    |         |
| Yvon Duhamel      | Yamaha       | [ 1 ]   |
| Gyula Marsovszky  | Bultaco      |         |
| Rolf Schmid       | Bultaco      |         |
| Bill Smith        | Kawasaki     |         |
| Brian Steenson    | Aermacchi    |         |
| Fred Stevens      | Hannah-Paton |         |
| Mick Chatterton   | Yamaha       |         |
| Gilberto Milani   | Aermacchi    |         |
| Renzo Pasolini    | Benelli      |         |
| Silvio Grassetti  | Benelli      |         |
| Akiyasu Motohashi | Yamaha       |         |
| Jyun Hamano       | Yamaha       |         |
| Frank Camillieri  | Yamaha       | [ 1 ]   |
| Ron Grant         | Yamaha       | [ 1 ]   |

### Niet deelgenomen

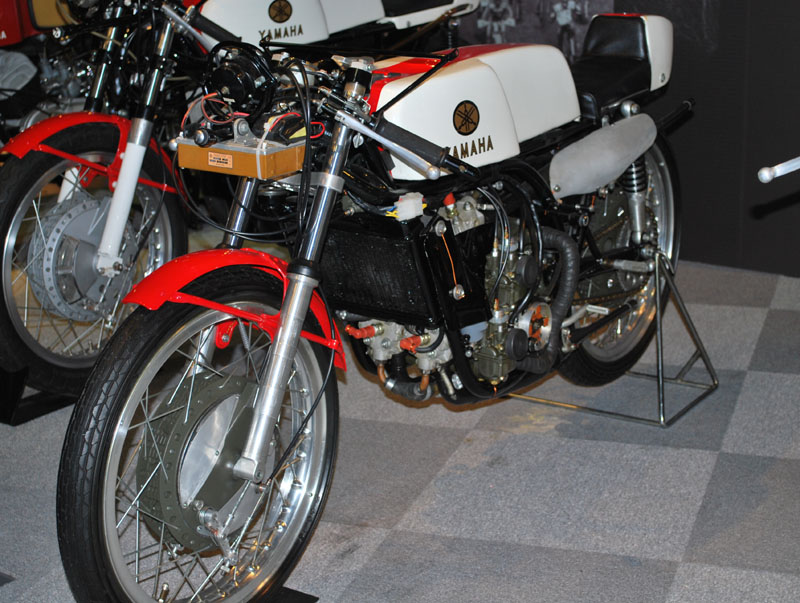
125cc-viercilinder Yamaha RA 31

## 125cc-klasse
In de openingsrace in Spanje kwamen Bill Ivy en Phil Read met de nieuwe 125cc-Yamaha RA 31 viercilinders aan de start. Suzuki kon nog steeds de viercilinder RS 67 niet inzetten en daardoor bleef de tweecilinder, die nu RT 67 heette, in handen van Yoshimi Katayama en Stuart Graham. Katayama leidde in de eerste ronde, maar werd gepasseerd door Ivy en Read die eerste en tweede werden. Katayama werd derde en Graham, die een slechte start had gehad, werd vierde.
| Pos | Coureur          | Merk     | Tijd      | Punten |
| --- | ---------------- | -------- | --------- | ------ |
| 1   | Bill Ivy         | Yamaha   | 52"40'22  | 8      |
| 2   | Phil Read        | Yamaha   | +24'86    | 6      |
| 3   | Yoshimi Katayama | Suzuki   | +26'00    | 4      |
| 4   | Stuart Graham    | Suzuki   | +1"19'46  | 3      |
| 5   | Francesco Villa  | Montesa  | +1 ronde  | 2      |
| 6   | José Medrano     | Bultaco  | +1 ronde  | 1      |
| 7   | Dave Simmonds    | Kawasaki | +1 ronde  |        |
| 8   | Tommy Robb       | Bultaco  | +1 ronde  |        |
| 9   | Jim Curry        | Honda    | +2 ronden |        |
| 10  | Rex Avery        | EMC      | +2 ronden |        |
| 11  | Horst Seidl      | Honda    | +3 ronden |        |
| 12  | Herbert Denzler  | Honda    | +3 ronden |        |
| 13  | Ian Burne        | Bultaco  | +3 ronden |        |

| Coureur             | Merk      | Oorzaak |
| ------------------- | --------- | ------- |
| Barry Smith         | Derbi     |         |
| Ángel Nieto         | Derbi     |         |
| Angel Sanjuán       | Bultaco   |         |
| Benjamín Grau       | Montesa   |         |
| Enrique Sirera      | Bultaco   |         |
| Francisco Zurita    | Bultaco   |         |
| Jorge Sirera        | Bultaco   |         |
| José Maria Busquets | Bultaco   |         |
| Mauricio Aschl      | Derbi     |         |
| Ramiro Blanco       | Bultaco   |         |
| Daniel Crivello     | Bultaco\| |         |
| Daniel Lhéraud      | Mondial   |         |
| Etienne Delamarre   | Bultaco   |         |
| Jacques Roca        | Tohatsu   |         |
| Derek Lee           | Bultaco   |         |
| John Williams       | EMC       |         |
| Chris Goosen        | Montesa   |         |
| Giuseppe Visenzi    | Ducati    |         |
| Walter Villa        | Montesa   |         |
| Jean-Louis Pasquier | Bultaco   |         |
| Jan Huberts         | Kawasaki  |         |
| Ginger Molloy       | Bultaco   |         |
| Graham Dickson      | Bultaco   |         |
| Gastón Biscia       | Bultaco   |         |
| Luis Padrón         | Bultaco   |         |

| Coureur              | Merk    | Oorzaak |
| -------------------- | ------- | ------- |
| Kel Carruthers       | Honda   |         |
| Kevin Cass           | Bultaco |         |
| Jean-Guy Duval       | Yamaha  | [ 1 ]   |
| Ralph Swegan         | Yamaha  | [ 1 ]   |
| Robert Lusk          | Yamaha  | [ 1 ]   |
| Robert Messina       | Yamaha  | [ 1 ]   |
| Tim Coopey           | Yamaha  | [ 1 ]   |
| Hartmut Bischoff     | MZ      |         |
| Jürgen Lenk          | MZ      |         |
| Klaus Enderlein      | MZ      |         |
| Thomas Heuschkel     | MZ      |         |
| Hans Georg Anscheidt | Suzuki  |         |
| Herbert Mann         | MZ      |         |
| Walter Scheimann     | Honda   |         |
| Jean-Louis Vergnais  | Bultaco |         |
| László Szabó         | MZ      |         |
| Giovanni Burlando    | Honda   |         |
| Akiyasu Motohashi    | Yamaha  |         |
| Hideo Kanaya         | Suzuki  |         |
| Isao Morishita       | Suzuki  |         |
| Yasuho Shigeno       | Suzuki  |         |
| Cees van Dongen      | Honda   |         |

## 50cc-klasse

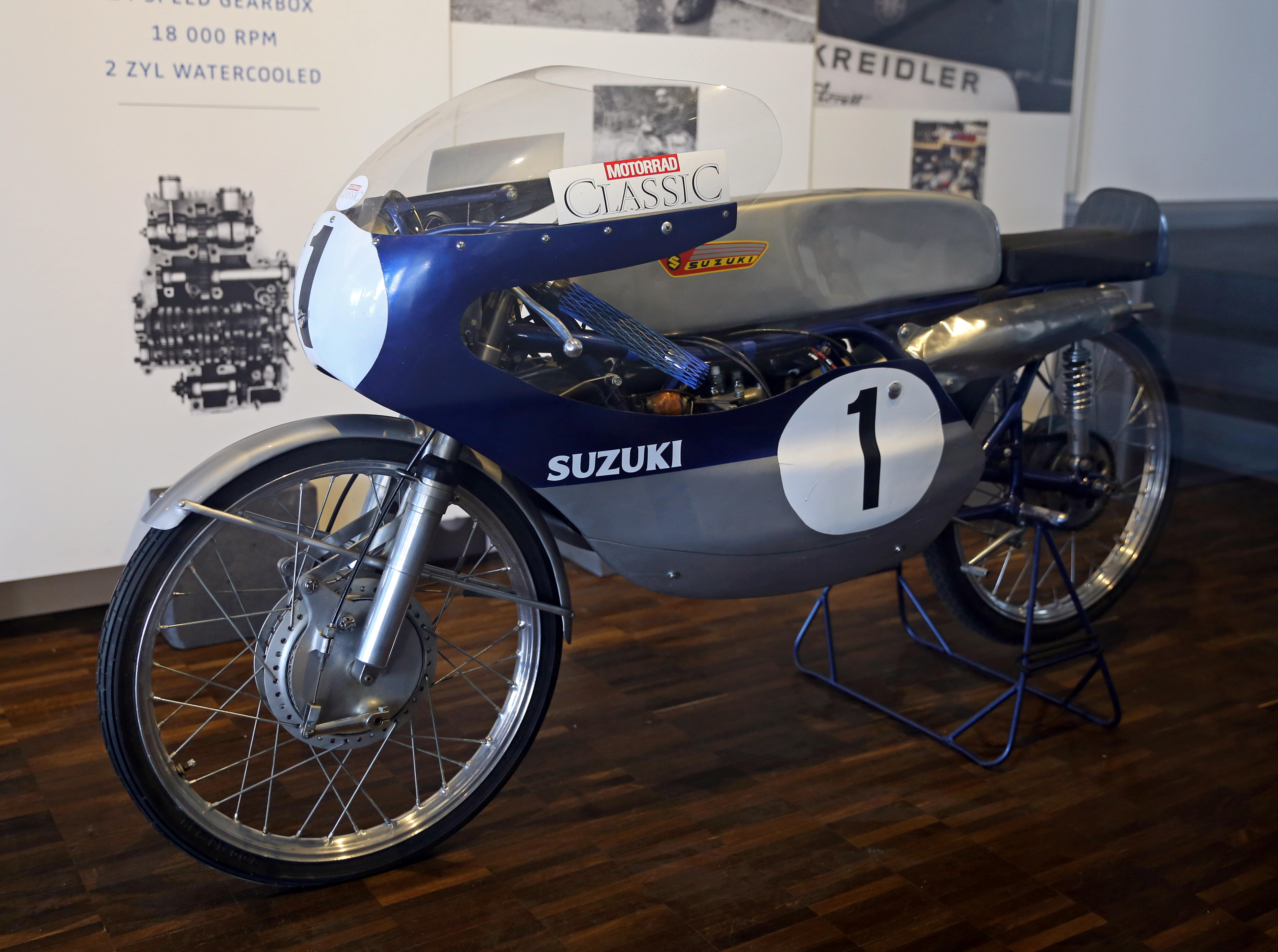
50cc-tweecilinder Suzuki RK 67

De 50cc-race in Spanje werd gewonnen door Hans Georg Anscheidt, vóór zijn teamgenoot Yoshimi Katayama. Beiden zetten de rest van het veld op minstens één ronde. Benjamín Grau werd derde met een Derbi.
| Pos | Coureur              | Merk        | Tijd      | Punten |
| --- | -------------------- | ----------- | --------- | ------ |
| 1   | Hans Georg Anscheidt | Suzuki      | 29"34'33  | 8      |
| 2   | Yoshimi Katayama     | Suzuki      | +18'98    | 6      |
| 3   | Benjamín Grau        | Derbi       | +1 ronde  | 4      |
| 4   | Juan Bordons         | Derbi       | +1 ronde  | 3      |
| 5   | Daniel Crivello      | Derbi       | +1 ronde  | 2      |
| 6   | Ángel Nieto          | Derbi       | +1 ronde  | 1      |
| 7   | Chris Goosen         | Bridgestone | +2 ronden |        |
| 8   | Horst Seidl          | Honda       | +2 ronden |        |
| 9   | Ian Burne            | Derbi       | +2 ronden |        |
| 10  | Herbert Denzler      | Kreidler    | +2 ronden |        |
| 11  | Jean-Louis Pasquier  | Derbi       | +2 ronden |        |

| Coureur             | Merk     | Oorzaak |
| ------------------- | -------- | ------- |
| Barry Smith         | Derbi    |         |
| Antonio Díaz        | Derbi    |         |
| José Maria Busquets | Derbi    |         |
| Salvador Cañellas   | Derbi    |         |
| Etienne Delamarre   | Derbi    |         |
| Jacques Roca        | Derbi    |         |
| Jan Huberts         | Kreidler |         |

| Coureur           | Merk           | Oorzaak |
| ----------------- | -------------- | ------- |
| Dieter Gedlich    | Kreidler       |         |
| Rudolf Schmälzle  | Kreidler       |         |
| Winfried Reinhard | Reimo-Kreidler |         |
| Chris Walpole     | Honda          |         |
| Leslie Griffiths  | Honda          |         |
| Stan Lawley       | Honda          |         |
| Stuart Graham     | Suzuki         |         |
| Tommy Robb        | Suzuki         |         |
| Hiroyuki Kawasaki | Suzuki         |         |
| Mitsuo Akamatsu   | Suzuki         |         |
| Mitsuo Itoh       | Suzuki         |         |
| Aalt Toersen      | Kreidler       |         |
| Paul Lodewijkx    | Jamathi        |         |

## Zijspanklasse

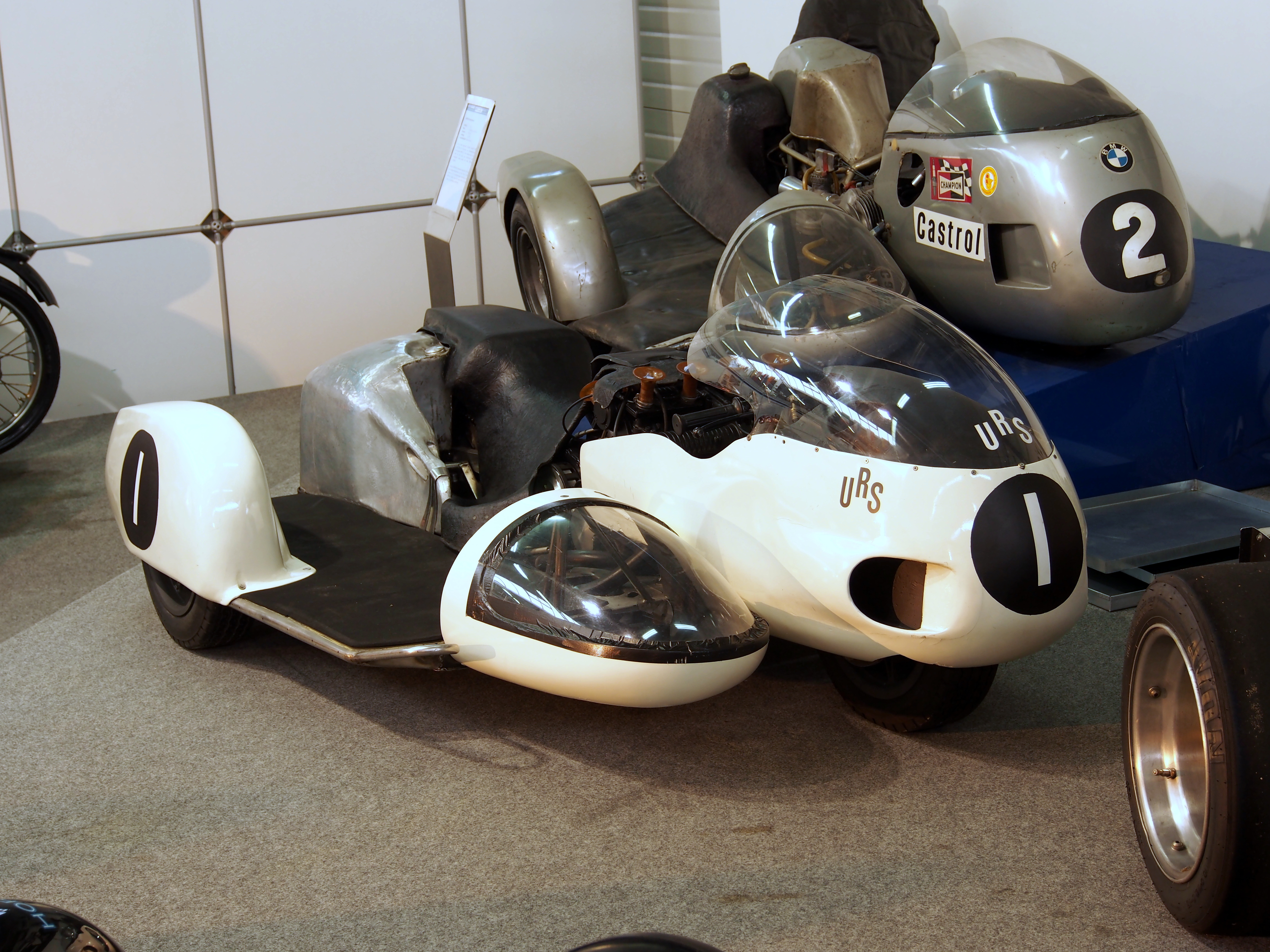
Helmut Fath trad aan met zijn zwager Wolfgang Kalauch en zijn zelfbouw URS-zijspancombinatie.

Georg Auerbacher en Eduard Dein wonnen de zijspanrace in Spanje vóór Klaus Enders/Ralf Engelhardt en Siegfried Schauzu/Horst Schneider. De Spanjaarden hadden de zijspanklasse op verzoek van de FIM aan het programma toegevoegd, maar erg veel animo was er niet. Er waren slechts vijf geklasseerden aan de finish. Helmut Fath was met zijn zelfbouw URS viercilinder na een paar ronden uitgevallen met een gat in een zuiger.
| Pos | Coureur           | Bakkenist       | Merk | Tijd     | Punten |
| --- | ----------------- | --------------- | ---- | -------- | ------ |
| 1   | Georg Auerbacher  | Eduard Dein     | BMW  | 56"00'07 | 8      |
| 2   | Klaus Enders      | Ralf Engelhardt | BMW  | +19'80   | 6      |
| 3   | Siegfried Schauzu | Horst Schneider | BMW  | +1"14'59 | 4      |
| 4   | Otto Kölle        | Rolf Schmid     | BMW  | +1"58'20 | 3      |
| 5   | Harald Wohlfahrt  | Heiner Vester   | BMW  | +1 ronde | 2      |

| Coureur               | Bakkenist         | Merk  | Oorzaak |
| --------------------- | ----------------- | ----- | ------- |
| Hans-Peter Hubacher   | John Blum         | BMW   |         |
| Rudi Kurth            | Jean Claude Gudet | CAT   |         |
| Walter Zbinden        | Onbekend          | CAT   |         |
| Heinz Luthringshauser | Hermann Hahn      | BMW   |         |
| Helmut Fath           | Wolfgang Kalauch  | URS   | Zuiger  |
| Colin Seeley          | Ray Lindsay       | BMW   |         |
| Ray Pollard           | Onbekend          | PRF 4 |         |

| Coureur            | Bakkenist          | Merk | Oorzaak |
| ------------------ | ------------------ | ---- | ------- |
| Hans Hänni         | Kurt Barfuss       | BMW  |         |
| Arsenius Butscher  | Armgard Neumann    | BMW  |         |
| Johann Attenberger | Josef Schillinger  | BMW  |         |
| Joseph Duhem       | François Fernandez | BMW  |         |
| Barry Dungsworth   | Ron Wilson         | BMW  |         |
| Pip Harris         | John Thornton      | BMW  |         |
| Terry Vinicombe    | John Flaxman       | BSA  |         |
| Tony Wakefield     | Graham Milton      | BMW  |         |
| Bertil Persson     | Berndt Äström      | BMW  | [ 2 ]   |
| Ruben Bjarnemark   | Lennart Rägmo      | BMW  | [ 2 ]   |

1950 · 1951 · 1952 · 1953 · 1954 · 1955 · 1957 · 1958 · 1959 · 1960 · 1961 · 1962 · 1963 · 1964 · 1965 · 1966 · 1967 · 1968 · 1969 · 1970 · 1971 · 1972 · 1973 · 1974 · 1975 · 1976 · 1977 · 1978 · 1979 · 1980 · 1981 · 1982 · 1983 · 1984 · 1985 · 1986 · 1987 · 1988 · 1989 · 1990 · 1991 · 1992 · 1993 · 1994 · 1995 · 1996 · 1997 · 1998 · 1999 · 2000 · 2001 · 2002 · 2003 · 2004 · 2005 · 2006 · 2007 · 2008 · 2009 · 2010 · 2011 · 2012 · 2013 · 2014 · 2015 · 2016 · 2017 · 2018 · 2019 · 2020 · 2021 · 2022 · 2023 · 2024 · 2025